# Сейфуллина, Лидия Николаевна
Ли́дия Никола́евна Сейфу́ллина (тат. Лидия Николай кызы Сейфуллина)(22 марта (3 апреля) 1889 — 25 апреля 1954) — русская советская писательница и педагог, общественный деятель. Член правления Союза писателей СССР (с 1934 года).

## Биография
Родилась в селе Варламово Троицкого уезда Оренбургской губернии.
Её отец, Н. Е. Сейфуллин, православный священник татарского происхождения, в молодые годы сам пытался сочинять прозу, сумел опубликовать небольшую повесть «Из мрака к свету». Сочинять Сейфуллина начала с 7 лет, её первый (неоконченный) роман так и назывался — «На заре юности».
Окончила гимназию в Омске. В 17 лет начала работать учителем начальных школ в Оренбурге. В 1907 году отца Сейфуллиной назначают в Орск священником Спасо-Преображенского собора и она переезжает к нему, поступив работать учительницей в городское училище. С 1909 по 1911 годы Сейфуллина пробует себя в качестве драматической актрисы, выступая в театральной труппе в Оренбурге, Ташкенте, Вильне, Владикавказе. Заведовала библиотечной и внешкольной работой уездного земства. В 1917 году Лидия Николаевна Сейфуллина — уездный земский гласный в Орске. Тогда же вступила в партию эсеров, но уже в 1919 году вышла из партии. В 1919—1921 годах работала библиотекарем в Челябинске и писала для организованного ею детского театра.
В 1920 году Сейфуллина учится в Москве на Высших научно-педагогических курсах. С 1921 Сейфуллина — секретарь Сибгосиздата. Участвовала в работе журнала «Сибирские огни» в Новосибирске. В первом же номере «Сибирских огней» выходит первое произведение Л. Сейфуллиной, повесть «Четыре главы». В газетах, в частности в «Советской правде», печаталась под псевдонимом «Библиотекарь» или инициалами «Л. С.», «Л. Н.», «Л. О».
«Меня сделала писателем сама жизнь. В 20-м году та интеллигенция, которая работала с Советской властью, делала всё, что надо было…
И совершенно так же я сделалась писательницей. Мы все сотрудничали в наших газетах, и каждый писал о том, о чём он мог писать.
Я сотрудничала в страничке женщины и работницы, и так как я внешкольник, то ещё — по вопросам внешкольного образования…»
С 1923 года жила в Москве и Ленинграде. В Москве жила в «Доме писательского кооператива» в Камергерском переулке.
В 1932 году в качестве члена правления Всероссийского союза писателей  отказала в пенсии писателю А. С. Грину.
В 1934 году её избирают членом правления Союза писателей СССР.
В 1935 г., когда были арестованы муж и сын Анны Ахматовой, Николай Пунин и Лев Гумилёв, ахматовское письмо к Сталину передали через Сейфуллину и её мужа, арестованные были освобождены.
21 августа 1936 года в газете «Правда» выходит коллективное письмо писателей «Стереть с лица земли!», подписанное в том числе Л. Н. Сейфуллиной.
В 1936 году государство пожизненно выделяет ей дачу в Переделкино по соседству с дачей Александра Фадеева.
В 1937 году ночью на даче арестовали и вскоре расстреляли её мужа, писателя и литературного критика Валериана Правдухина (в 1956 году реабилитирован посмертно).
Смерть мужа надломила Лидию Сейфуллину, её литературная карьера закончилась.
Умерла в 1954 году, похоронена на Введенском кладбище (6 уч.).

## Творчество
Литературную известность получила как автор повестей «Правонарушители» (1922, была переведена и на другие языки), «Перегной» (1923), «Виринея» (1924). Последнюю повесть вместе с мужем переработала в пьесу (1925), которая часто шла на сцене. Художественное мастерство обеспечивало её произведениям особую популярность. Живо и красочно рассказывает Сейфуллина о революции в деревне. Острая классовая борьба, расслоение деревни особенно ярко показаны в «Перегное». Поездки в Турцию (1924) и по Европе (1927) дали материал для её публицистических очерков.
Революция в провинции с её высвобождением стихийного в массах людей — вот что привело Сейфуллину к писательству. Сейфуллина одной из первых запечатлела эти свои наблюдения в художественной форме; она пишет о молодёжи, лишенной корней из-за революции («Правонарушители»), о переменах, происходящих с никчемным крестьянином в выбитой из колеи деревне («Перегной», 1922) или о трагической смерти женщины-крестьянки в послереволюционной смуте («Виринея»). Сейфуллина достигает художественной силы при изображении простых, близких к природе людей; произведения, написанные в городе и о городе, слабы.

## Произведения
- Правонарушители, 1922.
- Четыре главы, 1922.
- Перегной, 1923.
- Виринея, 1924. (Перевод на французский Елены Извольской — Virineya, traduction par Hélène Iswolsky, Gallimard, 1927)
- Собрание сочинений, 4 тт., изд. «Современные проблемы», М., 1924—1926 (выдержало 4 изд.).
- Собр. сочин., 6 тт., Гиз — ГИХЛ, М. — Л., 1927—1931 (неск. изд.).
- Встреча, Рассказы, Гиз, М. — Л., 1926.
- Выхваль, «Новый мир»; 1929, № 1.
- Губернатор, Комедия в 1 д., изд. «Современные проблемы», М., 1927.
- Гибель, Рассказы, «ЗиФ», М. — Л., 1930.
- Избранное, изд. Московского т-ва писателей, М., 1932.
- Попутчики, Пьеса в 4 д., 9 карт., ГИХЛ, [М. — Л.], 1933.
- Сейфуллина Л. и Правдухин В., Чёрный Яр, Пьеса в 4 д. и 10 карт., ГИХЛ, М. — Л., 1931.
- Критика моей практики, Профиздат, М., 1934 (Мой творческий опыт рабочему автору).
- Повести и рассказы, изд. Московского т-ва писателей, М., 1934.
- О литературе. Статьи и воспоминания, 1958.
- Собрание сочинений: В 4 т. М., 1968—1969.
- Сочинения: В 2 т. М., 1980.

## Награды
- орден Трудового Красного Знамени (31.01.1939).[5]

## Память
- Имя Л. Н. Сейфуллиной носит одна из библиотек города Новосибирска.
- Имя Л. Н. Сейфуллиной носит школа села Варламово Чебаркульского района Челябинской области, в котором она родилась.
- В честь Л. Н. Сейфуллиной назван переулок в Барнауле.

## Экранизации
- Виринея